# Frankenburger Straße
Koordinaten: 48° 5′ 47,6″ N, 13° 29′ 11,3″ O
Die Frankenburger Straße (L 509) ist eine Landesstraße in Oberösterreich. Sie führt auf einer Länge von 28,3 km von Ried im Innkreis (Anschlussstelle Innkreis Autobahn A 8, Rieder Straße B 141 nach Osten und Westen) über den Hausruck und die Orte Frankenburg am Hausruck und Redl-Zipf nach Vöcklamarkt an die Wiener Straße (B 1).
Die Straße verbindet damit in Nord-Süd-Verlauf das Innviertel mit dem Salzkammergut (Attergau und der Atterseer Region, über die Attergau Straße L 540) und ist mit der Kobernaußer Straße (L 508) Ried–Straßwalchen und der Hausruck Straße (B 143) Ried–Vöcklabruck und deren Abzweiger, der Tanzbodenstraße (L 1071) nach Schwanenstadt, eine der wenigen ausgebauten Hausruck- und Kobernaußerwaldübergänge.

## Verlauf und Ausbau
Obwohl die Frankenburger Landesstraße nie den Rang einer Bundesstraße hatte, gehört sie zu den wichtigen Straßen, die das Verkehrshindernis Hausruck/Kobernaußerwald überwinden.
Sie folgt von Ried dem Lauf der Oberach über die Orte Neuhofen im Innkreis, Pattigham und Pramet. Die Passhöhe liegt bei Gaisedt (Gemeinde Schildorn) auf 647 m ü. A. (km 12,5). Dann folgt sie dem Tal des Mühlbachs (Ampflwanger Bach) über Frankenburg am Hausruck in das Vöcklatal bei Redl-Zipf.
Sie ist heute den anderen Übergängen entsprechend ausgebaut, hat aber namentlich in Pramet (km 8,0–9,0) und Frankenburg (km 18,2–19,4) hinderliche Ortsdurchfahrten und ist am Passübergang im Vergleich zu den anderen Übergängen kurvenreich.

## Geschichte
Schon 1822 wurde der Straßenzug als bedeutsame Militär-Marsch-Route geführt, als Teil der Routen von Altaussee/Ischl (Salzkammergut) nach Passau, vorbei am Mondsee und St. Georgen (Nr. 344) oder Gmunden, Schörfling (Nr. 346). Ihre Länge auf der Etappe Frankenburg – Ried wurde mit 2¾ Meilen angegeben (österr. Postmeilen zu 7,59 km, also etwa 20,9 km), ihr Ausbau als Chaussee und Landstraße. Die östlichere Hausruckstraße mit ihrem etwa 50 Meter höheren Passübergang ist jüngeren Datums, Vöcklabruck wurde 1868 Bezirkshauptstadt.
1867–1872 wurde sie als Ried Frankenburger Landesstraße (bzw. Gemeindestraße) geführt, 1873–1926 als Ried – Frankenburg – Redl Landesstraße (Bezirksstraße).
1956 unternahm man auf der gesamte Strecke Ried–Vöcklamarkt eine Generalsanierung

Die B 1-Anbindung wurde 1982 neu konzipiert.

2002 leitete man das Rieder Ende der Straße um, und führte es unter der Innviertelbahn und Salzkammergutbahn hindurch zum südöstlichen Kreisverkehr, mit Anschluss an die Verbindung der Oberinnviertler Straße L 503 mit dem Umfahrungszugang zur B 141 (Spange Ried I zum nordwestlichen Kreisverkehr, seit 2000) und Nordumfahrung von Ried, womit nur noch die B 143 nicht an einen Rieder Außenring angeschlossen ist, sondern durch die Innenstadt geleitet ist. Der alte Streckenzug zum Bahnhof Ried wird seither als Frankenburger Straße – Ausästung Ried L 509a bezeichnet.